# Пальчевская, Наталья Сергеевна
Наталья Сергеевна Пальчевская (бел. Наталля Сяргееўна Пальчэўская; род. 11 мая 1984 года, Минск, Белорусская ССР, СССР) — белорусская гимнастка, серебряный и бронзовый призёр чемпионатов мира и Европы, мастер спорта международного класса. Ныне белорусская певица Le Ta.

## Спортивная карьера
В 1988 году начала заниматься художественной гимнастикой, её первым тренером стала Светлана Бурдзевицкая (тренер Мелитины Станюты и других известных гимнасток).
Обучалась в школе БФСО «Динамо». 10-кратная чемпионка Беларуси. Победительница и призёр многих международных турниров.
Активно готовилась к участию в Олимпийских играх в Афинах, однако в 2003 году из-за травмы колена была вынуждена досрочно закончить спортивную карьеру.

## Спортивные достижения
- Серебряный призёр чемпионата мира в командном зачёте в Мадриде в 2001 году.
- Победительница этапа гран-при Берлин Мастерс 2003 в групповых упражнениях.
- Бронзовый призёр чемпионата Европы в групповых упражнениях с лентами Риза 2003.

## Музыкальная карьера
В 2011 году выпустила музыкальный альбом «Настроения», половина песен из которого активно ротировались на радиостанциях Беларуси.
Заглавными треками альбома стали хиты «Настроение» и «По линиям». На песни «Расстались» и «Та девочка» были выпущены музыкальные клипы, которые активно транслировались на белорусском телеканале БелМуз-ТВ.
Участница проекта «Танцы со звёздами» на ОНТ. Постоянный участник благотворительных акций, меценат, активный участник акций женского журнала «Красное платье», глянцевых журналов «Pinguin» и «Icon».
В 2016 году певица Le Tа представила программу «Не такая», премьера которой состоялась на Русском радио, радио «ОНТ» и «Радиус-FM».

## Личная жизнь
26 ноября 2005 вышла замуж за известного белорусского футболиста Сергея Штанюка. 8 мая 2012 года у них родился сын Матвей. Развелась в 2019 году.